# Casse du siècle
Plusieurs vols d'importance inhabituelle ont été dénommés « casse du siècle ».
L'expression est aussi régulièrement utilisée par des opposants à une politique économique d'un État ou d'une grande entreprise.

## Liste
Par ordre chronologique.

### Gare de Neuvic
Le 26 juillet 1944, un groupe de 150 résistants armés dérobe à la Banque de France, sans violence, en gare de Neuvic (Dordogne, France), un butin qui s'élève à 2,28 milliards de francs (plus de 430 millions d'euros ; 150 sacs de billets pesant cinq tonnes). Il s'agit du plus gros casse de l'histoire.

### Glasgow-Londres
Le 8 août 1963, un gang de quinze personnes arrête le train postal Glasgow-Londres et s'empare d'un butin de 2,6 millions de livres sterling (l'équivalent de 6,8 millions de dollars actuels). Les membres du gang, dirigés par un dénommé Bruce Reynolds, sont rapidement arrêtés, mais Reynolds ainsi que Ronnie Biggs s'échappent et s'installent au Brésil. Biggs, malade, rentrera en Angleterre en 2001 à l'âge de 71 ans et sera incarcéré. L'argent ne sera jamais retrouvé.
Le film Buster de David Green (en) (1988) avec Phil Collins raconte la cavale des membres du gang de Bruce Reynolds après l'attaque du train postal Glasgow-Londres. Le scénario du film Le Cerveau de Gérard Oury s'en inspire. Le film Le Pacha de Georges Lautner l'évoque.

### Strasbourg
Le 30 juin 1971, cinq malfaiteurs vêtus de longues blouses grises s'introduisent dans l'hôtel des postes de Strasbourg avant l'arrivée de convoyeurs. Ceux-ci, qui ne sont escortés par la police nationale que sur la voie publique, sont braqués sous la menace d'armes automatiques dans un couloir de la poste. Les voleurs repartent avec huit sacs contenant des fonds correspondant aux pensions, rentes et salaires de plusieurs milliers de personnes. Le préjudice est de 11 680 000 de francs lourds (soit près de 7 millions d'euros en 2019). Dès le lendemain, la presse évoque le casse du siècle. Il sera attribué par la suite au gang des Lyonnais,.

### Nice
Le 18 juillet 1976, on découvre qu'un gang a pénétré dans la salle des coffres de la Société générale de Nice en passant par les égouts et un tunnel de 8 mètres de long, entièrement creusé à la main pendant près de trois mois. Comme l’agence bancaire n’était pas équipée d’un système d’alarme, le gang a réussi à fracturer 371 coffres et s'est emparé d'un butin estimé à 50 millions de francs (31 millions d'euros constants, en valeur 2017). On trouva, écrite à la craie sur un mur, la phrase devenue célèbre : « Ni armes ni violence et sans haine ».
En octobre 1976, la police arrête un certain Albert Spaggiari, un photographe qui finit par avouer être le cerveau du groupe d'une douzaine d'hommes. En mars 1977, il parvient à s'échapper du palais de justice en sautant par la fenêtre du bureau du juge et disparaît en Amérique du Sud, puis revient plus tard en France, pour mourir à Belluno en Italie d'un cancer, en 1989.
Le butin ne sera jamais retrouvé.
En août 2010, 34 ans après les faits, certaines révélations, suffisamment précises pour être fiables, sont apportées sur la préparation du casse, dans un livre écrit par celui qui se présente, sous un pseudonyme (Amigo), comme l’organisateur réel. Spaggiari n’aurait fait que lui apporter l’affaire et, pour pouvoir toucher sa part de 10 % du butin, aurait accepté de travailler réellement pendant tout le week-end du cambriolage,. Maître Jacques Peyrat, l'avocat de Spaggiari, connaissant bien son client assure que "Amigo" fanfaronne, Spaggiari étant bien le cerveau de cette affaire.
Cependant l'auteur du livre finit par être identifié : il s'agit de Jacques Cassandri, connu dans le milieu marseillais, qui est jugé à partir du 12 février 2018, non pour le vol lui-même, qui est prescrit, mais pour le blanchiment des sommes volées, lequel n'est pas prescriptible, ce qu'il ignorait,. Il est condamné le 4 avril 2018 à trente mois de prison et 200 000 euros d'amende par le tribunal correctionnel de Marseille, non pas pour son implication présumée dans le blanchiment du butin, qui n'a pas pu être démontrée, mais pour plusieurs infractions telles que travail dissimulé, abus de biens sociaux et trafic d'influence. Sa peine devrait être aménagée, il ne retournera donc pas en prison. Jacques Cassandri décède finalement à l'âge de 78 ans le 20 Janvier 2022 alors qu'il devait encore comparaitre devant le tribunal correctionnel de Marseille.

### Saint-Nazaire
Le 3 juillet 1986, un gros braquage contre l'agence de la Banque de France à Saint-Nazaire (Loire-Atlantique), le « casse du siècle » avec un butin de 88 millions de francs (22,8 millions d'euros constants, valeur 2017).
Dans la nuit du 3 au 4 juillet, dix hommes cagoulés et armés déboulent dans l'appartement de fonction du caissier Roger Camus, au-dessus de la Banque de France à Saint-Nazaire : « Ne bougez pas, ce qu'on veut c'est l'argent. » Un coup de feu part. Une balle se loge dans le flanc du caissier : « On avait ordre de ne pas tirer [dit un gangster]. Ne vous inquiétez pas, je suis le chef, tout ira bien. » Il aide Mme Camus à soigner le blessé. Équipés de talkies-walkies et d'un scanner branché sur les ondes policières, les braqueurs retiennent en otages les cinq membres de la famille puis à 7 h 45, montent au deuxième étage chercher le directeur. Le gang et les deux responsables de la banque descendent à l'agence au rez-de-chaussée, entrent dans la salle des coffres à 8 h 45 et font porter par les employés otages quatorze sacs en toile de jute de 25 kg chacun jusqu'à une Renault 18, et deux fourgonnettes volées qu'ils ont garées à l'arrière de la banque. Ils emportent 88 574 000 francs et 6 380 dollars.
« C'est le plus gros braquage depuis la Libération », a rappelé à la barre l'enquêteur Bernard Mondon, de l'Office central de répression du banditisme (OCRB) qui suspecte à tort Action directe d'avoir pratiqué là « une action de récupération prolétarienne ». L'enquête est alors confiée au juge antiterroriste Gilles Boulouque. Pour remonter jusqu'aux braqueurs, l'OCRB décide de suivre la piste des 409 000 billets volés à la Banque de France, acheminés par des passeurs de fonds vers la Belgique et la Suisse.
Le 9 juillet 1986, le journal Libération reçoit un tract de revendication du casse signé « Des braqueurs funambules », ainsi que 20 000 francs en coupures usagées de 200 francs, « Pour soutenir la politique sécuritaire de Pandore et Passequoi [sic], faire parvenir ces billets troués pour les aider à construire leurs commissariats, leurs prisons et payer leurs indics avec 4 trous », dit le texte. Les voleurs anarchistes jurent « ne pas être membres d'Action directe » et disent que « l'insécurité, ce n'est pas le grand banditisme ou ceux qui luttent contre un ordre établi » mais « c'est le chômage, le désespoir, la misère organisée et ses conséquences, drogue, Ricard et ses trafics ». Le 15 juillet, le caissier hospitalisé reçoit un colis contenant deux films (Les Ripoux et Les Aventuriers de l'arche perdue, des cigares et du parfum No 5 de Chanel pour Madame ainsi qu'un mot : « Encore toutes nos excuses pour cette nuit éprouvante. »
Longtemps en panne, l'enquête décolle grâce à deux « photomatons » de porteurs de sacs à dos pris à la frontière suisse par un douanier : « On identifie Ahmed Bekkouche chef du commando anarchiste, accompagné de Claudio Lavazza, un dangereux Italien de Prima Linea, recherché pour plusieurs assassinats en Italie », témoigne l'ex-enquêteur de l'OCRB Dominique Tauziède.

### Genève
Le dimanche 25 mars 1990, 31,4 millions de francs suisses — soit 220 kg de billets — sont volés à l'Union de banques suisses (UBS) de Genève. Le butin n'a jamais été retrouvé. L'organisateur est Michel Ferrari, dénoncé par les Corses et condamné à sept ans et demi de prison. Sa part du butin, qui était de quinze millions de francs suisses, ne lui a jamais été remise : ce sont les Corses qui l'ont gardée.
Le gang corse de la « Brise de mer » a été accusé de ce forfait et quatre de ses membres emprisonnés : André Benedetti, Alexandre Chevrière et les frères Joël et Jacques Patacchini. L'enquête montre qu'ils ont disposé de complicités à l'intérieur de la banque.

### Toulon
Un commando d'une dizaine de braqueurs dérobe le 16 décembre 1992 dans la Banque de France de Toulon un butin qui s'élève à 146 millions de francs (31,6 millions d'euros en 2017).

### Zurich
Le « casse postal du siècle » a lieu en Suisse le 1er septembre 1997. Il est réalisé par cinq hommes qui s'introduisent dans la poste de Fraumünster à Zurich et dérobent 53 millions de francs suisses. Quelques semaines plus tard, ils seront arrêtés par la police, mais la moitié du butin reste, en 2010, introuvable. Les malfaiteurs s'étaient déguisés en postiers : en arrivant à bord d'une camionnette des services postaux, ils dégainèrent et tinrent en respect les employés. Après avoir chargé les caisses remplies d'argent, ils s'enfuirent à bord de la camionnette.
Quelques minutes après le casse, la police arriva sur les lieux et retrouva sur le trottoir en face à la poste une dizaine de sacs remplis de billets. Les malfaiteurs expliqueront plus tard que la camionnette était trop petite pour contenir tous les sacs de billets.

### Anvers
Le 16 février 2003, 123 des 160 coffres du Centre anversois du diamant, un établissement réputé pour ses mesures de sécurité, ont été vidés de leur contenu. La valeur du butin est estimée à 110 millions d'euros.

### Belfast
Le 20 décembre 2005, des malfaiteurs s'emparent dans les coffres de la Northern Bank à Belfast, de plus de 36 millions d'euros en billets. Les cambrioleurs, visiblement très organisés, avaient pris en otages pendant deux jours les familles de deux employés de la banque, afin que les deux hommes leur ouvrent le coffre-fort, vidé de son contenu en quelques heures dans une camionnette. La police et plusieurs hommes politiques d'Irlande du Nord et de la république d'Irlande ont accusé la Provisional IRA, déclenchant une crise dans le processus de paix.

### Tonbridge
La Banque d'Angleterre a passé plusieurs jours et deux nuits à compter le butin de ces bandits encore mystérieux. Dans la nuit du 21 au 22 février 2006, près de 80 millions d'euros ont disparu du dépôt de la Banque d'Angleterre. Les braqueurs, pas encore identifiés, ont fait preuve de beaucoup d'organisation. C'est le 21 février dans la soirée qu'ils sont passés à l'action. Le directeur du dépôt de Tonbridge rentre après une journée de travail, mais une voiture de police l'interpelle. Les quatre occupants du véhicule menottent le directeur et lui mettent une cagoule. Leurs camarades sont déjà devant la maison du directeur et enlèvent sa famille. Tandis qu'une des deux équipes de malfaiteurs « garde au frais » sa famille, le directeur est contraint d'ouvrir les grilles de son dépôt avant le petit matin. Puissamment armée, l'équipe réussit à pénétrer dans le dépôt malgré la présence d'une douzaine de gardiens, qui sont tous neutralisés et séquestrés dans un coin du dépôt. Pendant ce temps, les braqueurs remplissent leur camion de billets de banque. L'opération aura duré en tout une heure et les malfaiteurs s'envolent. Quelques heures plus tard, les employés réussissent à se libérer et à donner l'alerte. Déjà surnommé le « casse de la Securitas » (du nom de la firme qui assure la sécurité des dépôts de la Banque d'Angleterre).

### Zurich
Le 10 février 2008, quatre peintures de Cézanne, Van Gogh, Degas et Monet sont dérobées dans le musée de la Fondation et Collection Emil G. Bührle de Zurich lors d'un vol à main armée. La valeur totale des quatre tableaux est estimée à 115 millions d'euros.

### Paris
85 millions d'euros dérobés chez le joaillier parisien Harry Winston.
Le 5 décembre 2008, quatre individus armés, dont trois étaient déguisés en femme, ont fait irruption, peu après 17 h 30, dans la boutique de l'avenue Montaigne, dans le 8e arrondissement de Paris. Selon le Parquet, ils étaient visiblement très bien renseignés puisqu'ils connaissaient les noms de certains employés présents, de leurs domiciles et les caches discrètes où étaient déposés des bijoux qui n'étaient pas exposés. Ils ont également bénéficié d'une complicité interne, le vigile d'Harry Winston, Mouloud Djennad. Ils ont exhibé des armes et menacé les seize employés et clients présents. Ces derniers ont ensuite été répartis « sans ménagement » dans un coin de la bijouterie et des employés ont été frappés. Les braqueurs — parlant apparemment français, selon certains témoins — ont alors rassemblé et mis dans les sacs les neuf cents bijoux, en quinze minutes, temps exceptionnellement long pour un braquage. Ils « connaissaient apparemment les lieux », affirme une source policière. La petite bande a ensuite pris la fuite, sans tirer un seul coup de feu.
Un an plus tôt, le 6 octobre 2007, la même équipe a braqué la même bijouterie, s'emparant de 120 montres et 360 pièces de joaillerie pour un butin estimé à plus de 32 millions d'euros. Le 22 juin 2009, 26 suspects sont placés en garde à vue et une petite partie du butin est retrouvée chez le « cerveau » des deux casses, Douadi Yahiaoui alias « Doudou », fiché au grand banditisme et qui avait déjà été condamné à 15 ans de réclusion criminelle par la cour d'assise spéciale de Nanterre en février 2000. Le 3 février 2015, huit hommes comparaissent devant la cour d'assises de Paris pour le double braquage. Douadi Yahiaoui fiché au grand banditisme a été condamné à quinze ans de réclusion criminelle.

### Lyon
Le 5 novembre 2009, un convoyeur de fonds, Toni Musulin, détourne 11,6 millions d'euros à bord de son fourgon, à Lyon. Il a faussé compagnie à ses collègues après un important chargement à la Banque de France. Le fourgon est rapidement retrouvé vide par la police, qui découvre également à proximité environ neuf millions d'euros dans un garage loué sous une fausse identité par le convoyeur lyonnais. L'homme se rendra peu après à la police de la principauté de Monaco.

### Paris
Le 20 mai 2010, cinq tableaux sont volés au Musée d'art moderne de la ville de Paris. Les œuvres Le Pigeon aux petits pois de Picasso, La Pastorale de Matisse, L'Olivier près de l'Estaque de Braque, La Femme à l'éventail de Modigliani et Nature morte aux chandeliers de Léger ont une valeur cumulée estimée de cent millions d'euros. Le vol a été constaté le 20 mai vers 6 h 50, avant l'ouverture des portes de l'établissement situé dans le 16e arrondissement de Paris. Les responsables du musée ont constaté qu'une vitre avait été enlevée et un cadenas cisaillé.

### Cannes
Le 28 juillet 2013, 103 millions d'euros en montres et bijoux, principalement incrustés de diamants sont volés à l'hôtel Carlton de Cannes lors d'une exposition du joaillier et diamantaire Lev Leviev, par un homme seul et armé, « sans violence » selon le parquet, en faisant le « montant du butin le plus important jamais dérobé en France, et l'un des plus gros du monde ».

## Autres vols célèbres
- Vol de la Joconde, à Paris

En 1911, le tableau La Joconde est volé au musée du Louvre. À la suite d'un battage médiatique, une forte somme fut proposée pour obtenir la restitution. Les soupçons portèrent au départ sur Guillaume Apollinaire et Pablo Picasso, alors que le responsable était un vitrier italien qui avait travaillé au Louvre.
- Vol du musée Gardner, à Boston

Au petit matin du 18 mars 1990, deux voleurs se faisant passer pour des agents de police dérobent treize œuvres d'art, dont des peintures de Johannes Vermeer, Rembrandt, Govert Flinck, Édouard Manet ou encore Edgar Degas pour un butin estimé à 500 millions de dollars par le FBI. Le musée offre depuis 2017 une récompense de dix millions de dollars pour le retour des œuvres, mais aucune d'entre elles n'a encore été retrouvée.
- Vol d'un camion de Securicor, au Canada

En septembre 2005, plusieurs voleurs armés s'emparent du camion d'une société spécialisée dans le transport de biens précieux. Le montant officiellement déclaré est de 35 millions de dollars CA, mais d'autres réclamations seraient en traitement en décembre 2005. Il s'agit du plus important vol connu de l'histoire du Canada.
- Cambriolage de la voûte verte, à Dresde

Le 25 novembre 2019, des bijoux royaux sont volés au musée Grünes Gewölbe du château de la Résidence de Dresde, dans l'État de Saxe, en Allemagne, pour un butin de plus de 110 millions d'euros.